# Sveti Ilija (Varaždin)
Pour les articles homonymes, voir Sveti Ilija.
Sveti Ilija est un village et une municipalité située dans le comitat de Varaždin, en Croatie. Au recensement de 2001, la municipalité comptait 3 532 habitants, dont 99,60 % de Croates et le village seul comptait 544 habitants.

## Localités
La municipalité de Sveti Ilija compte 8 localités :
- Beletinec
- Doljan
- Križanec
- Krušljevec
- Seketin
- Sveti Ilija
- Tomaševec Biškupečki
- Žigrovec